# Arthur Hammerstein
Pour les articles homonymes, voir Hammerstein (homonymie).
Arthur Hammerstein (1872-1955) est un compositeur de chansons, dramaturge, et administrateur de théâtre américain.

## Biographie
Arthur Hammerstein est né le 21 décembre 1872 dans une famille juive à New York. Son père, Oscar Hammerstein I, a fait fortune dans l'industrie du cigare, et a construit plusieurs salles de théâtre et d'opéra à New York. Arthur commence comme maçon et plâtrier, puis se lance dans les pas de son père dans le monde du théâtre, et travaille dans la gestion du Victoria Theater et Manhattan Opera House. En 1908 il devient producteur, faisant signer la chanteuse italienne Luisa Tetrazzini et négociant avec le banquier Otto Hermann Kahn, avant de se rendre à Londres en 1910.
Il produit les opérettes The Firefly (1912), Katinka (1915) et Rose-Marie (1924) pour laquelle il collabore avec son neveu Oscar Hammerstein II. Il produit environ 30 spectacles en 40 années de carrière.
Pendant une représentation de Tickle Me en 1920, en pleine période de la prohibition, il est arrêté en possession de ce que la police croyait être du Whisky et qui était en fait du thé glacé. En 1930 il est accusé de harcèlement par le chorégraphe George Haskell, mais les charges ont été abandonnées et les deux hommes se sont réconciliés.
A la recherche de nouvelles opportunités, Arthur Hammerstein se rend à Hollywood pour y produire un unique film, The Lottery Bride, qui est un échec commercial. Il retourne alors à Broadway. Ses dernières productions sont Luana et Ballyhoo en 1930, qui ne trouvent pas leur public. Il est en faillite en 1931 et se retire des affaires.
En 1925-1927 il avait construit le Ed Sullivan Theater à Broadway.
Il apparaît dans son propre rôle dans un épisode de la série Popular Science en 1949. Il est un des auteurs de la chanson à succès Because of You (n°1 pendant 10 semaines) pour Tony Bennett en 1951. La chanson est utilisée dans le film de 1951 I Was an American Spy.
Il meurt d'une crise cardiaque le 12 octobre 1955 à Palm Beach. Il s'était marié en 1924 avec l'actrice Dorothy Dalton. Sa fille (issue d'un premier mariage) Elaine Hammerstein a fait une carrière d'actrice au théâtre et dans le cinéma muet.